# Partitura

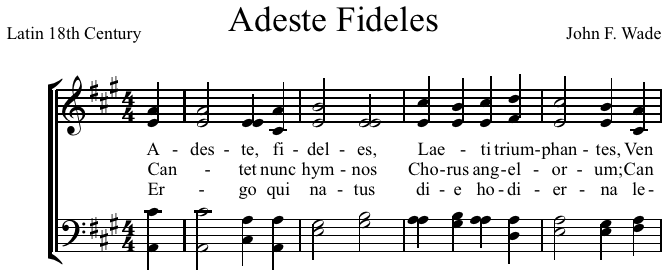
Exemplo de um partitura da música Adeste Fideles, criada com o programa Lillypond.

Uma partitura é uma representação escrita ou um sistema de escrita de músicas padronizada mundialmente, formada por 5 linhas e 4 espaços e, símbolos próprios (notas musicais) que são associados a sons (frequências sonoras pré-definidas).
No contexto da música assistida por computador, a partitura (ao contrário das tablaturas) por meio de tecnologias como o MIDI pode ser transformada integralmente para um formato de arquivo legível pelo computador ou instrumentos electrónicos (como sintetizadores) para posterior reprodução por estes equipamentos.

## Notação
Uma partitura não exprime apenas um instrumento. Pode incluir vários, cada um designado por voz e mesmo a letra da música.

### Claves da pauta
As partituras necessariamente incluem um ou mais pentagramas, que como o nome diz, possuem 5 linhas e 4 espaços, onde cada linha/espaço pode representar diferentes notas musicais de acordo com a clave usada.
As claves mais usuais são:
Clave de Sol: o desenho desta clave inicia na segunda linha (contada de baixo para cima), assim esta linha e a nota presente neste recebem o nome da clave, representando a nota sol; símbolo musical que indica a posição da nota sol em uma pauta (esta posição indica a nota Sol3 baseado no piano).
Clave de Fá: nesta clave a nota presente na quarta linha representa a nota fá.
Clave de Dó: nesta clave a nota presente na terceira linha (central) representa a nota dó. Também pode ser encontrada na 2ª ou 4ª linha.

### Figuras de tempo
Na partitura encontramos símbolos como:
Semibreve: figura que possui maior duração (4 tempos); ou uma nota no compasso quartenário.
Mínima: figura que possui a metade do tempo da Semibreve (2 tempos); ou duas notas no compasso quartenário.
Semínima: figura que possui a metade do tempo da mínima (1 tempo); ou quatro notas no compasso quartenário.
Colcheia: figura que possui a metade do tempo da semínima (1/2); ou oito notas no compasso quartenário.
Semicolcheia: figura que possui metade do tempo da colcheia (1/4); ou dezesseis notas no compasso quartenário.
Fusa: figura que possui metade do tempo da semicolcheia (1/8); ou trinta e duas notas no compasso quartenário.
Semifusa: figura que possui metade do tempo da fusa (1/16); ou sessenta e quatro notas no compasso quartenário.

## Software de edição
Existem várias aplicações para editar partituras:
- Cake Walk Express (trabalha com formato de arquivo MIDI, ou arquivo com extensão do tipo .mid)
- Denemo
- Encore (trabalha com extensões do tipo .enc e .mid)
- Finale
- Free Clef
- Guitar Pro
- Lilypond (baseado no TeX, livre e gratuito)
- MuseScore
- MusiXTeX (baseado no TeX)
- NoteWorthy Composer
- Rosegarden
- Sibelius